# Eudoxiu de Hurmuzachi (1845)
Eudoxiu de Hurmuzachi, též Eudoxius von Hormuzaki (1845 Černovice – 1931 Černovice), byl rakouský státní úředník a politik rumunské národnosti z Bukoviny, koncem 19. století poslanec Říšské rady.

## Biografie
Pocházel z vlivného šlechtického bukovinského rodu Hurmuzachi. Jeho matkou byla Eufrosyne Hormuzaki (Eufrosina de Flondor), která zemřela v lednu 1899. Otec Gheorghe de Hurmuzachi (1817–1882) byl rovněž aktivní v politickém životě, stejně jako strýcové Eudoxiu de Hurmuzachi, Alexandru de Hurmuzachi a Constantin de Hurmuzachi.
Byl absolventem Tereziánské akademie ve Vídni. Studoval střední školu v Černovicích a Bruselu. Pak vystudoval Vídeňskou univerzitu. Profesí byl právníkem. Byl též veřejně a politicky aktivní. Patřil k rumunské Národní straně. Předsedal Společnosti pro rumunskou kulturu a literaturu v Bukovině. V roce 1904 byl zvolen předsedou výboru pro připomínku 400 let od úmrtí Štěpána III. Velikého. Připomínkové slavnosti se konaly v Suceavě a Putně. Vykonával úřad okresního hejtmana v Bukovině. Byl poslancem Bukovinského zemského sněmu.
Působil i jako poslanec Říšské rady (celostátního parlamentu Předlitavska), kam usedl v doplňovacích volbách roku 1890 za kurii městskou v Bukovině, obvod Suceava, Siret atd. Nastoupil 11. února 1890 místo Constantina Tomaszczuka. Mandát obhájil i v řádných volbách roku 1891, nyní za kurii venkovských obcí v Bukovině, obvod Černovice, Siret atd. V tomto obvodu byl zvolen i ve volbách roku 1897. Ve volebním období 1885–1891 se uvádí jako svobodný pán Eudoxius von Hormuzaki, penzionovaný okresní hejtman, bytem Černovice.
Na Říšské radě se v roce 1890 uvádí nezařazený poslanec. Po volbách v roce 1891 je zmiňován coby člen konzervativního a federalistického Hohenwartova klubu.